# Андерсон, Трезвант
Трезвант Уильям Андерсон (англ. Trezzvant William Anderson, 22 ноября 1906, Шарлотт, Северная Каролина — 25 марта 1963, Мейкон, Джорджия) — американский журналист, публицист и военный корреспондент.

## Жизнь и карьера
Андерсон родился в Шарлотте, штат Северная Каролина, и учился в городском колледже Джонсона С. Смита, но ушёл, не окончив учёбы. Во время учёбы в колледже Андерсон работал редактором статей в газете колледжа The University Student.
В 1930-х годах Андерсон работал публицистом у певца Билли Экстайна, карьера которого тогда только начиналась.
Андерсон написал книгу «Выходи в бой: эпическая история 761-го танкового батальона, 1942–1945» (1945) о подвигах 761-го танкового батальона армии США во время Второй мировой войны. Батальон состоял в основном из афроамериканских солдат. Батальон получил благодарность Президента, а несколько человек в батальоне получили награды за свой героизм.
В 1947 году Андерсон присоединился к газете Pittsburgh Courier и после первоначальной работы в Питтсбурге в 1957 году стал «передвижным репортёром Courier», освещая зарождающееся движение за гражданские права чернокожих в южных штатах. Андерсон умер в Мейконе, штат Джорджия, в 1963 году.